# Accalathura phuketensis
Accalathura phuketensis is een pissebed uit de familie Leptanthuridae. De wetenschappelijke naam van de soort is voor het eerst geldig gepubliceerd in 2000 door Kensley & Schotte.